# فدراسیون فوتبال کرواسی
فدراسیون فوتبال کرواسی (به کرواتی: Hrvatski nogometni savez) نهاد اداره‌کنندهٔ فوتبال در کرواسی است. این سازمان در سال ۱۹۱۲ تأسیس شد و در شهر زاگرب پایتخت این کشور قرار دارد. این سازمان عضو فیفا و یوفا است و مسئولیت نظارت بر همهٔ جنبه‌های بازی فوتبال در کرواسی را بر عهده دارد. داور شوکر رئیس فعلی این نهاد است.